# 三屯碑清真寺
43°45′54″N 87°36′35″E / 43.76495°N 87.60981°E
三屯碑清真寺，位于新疆维吾尔自治区乌鲁木齐市天山区，是一座伊斯兰教清真寺。

## 简介

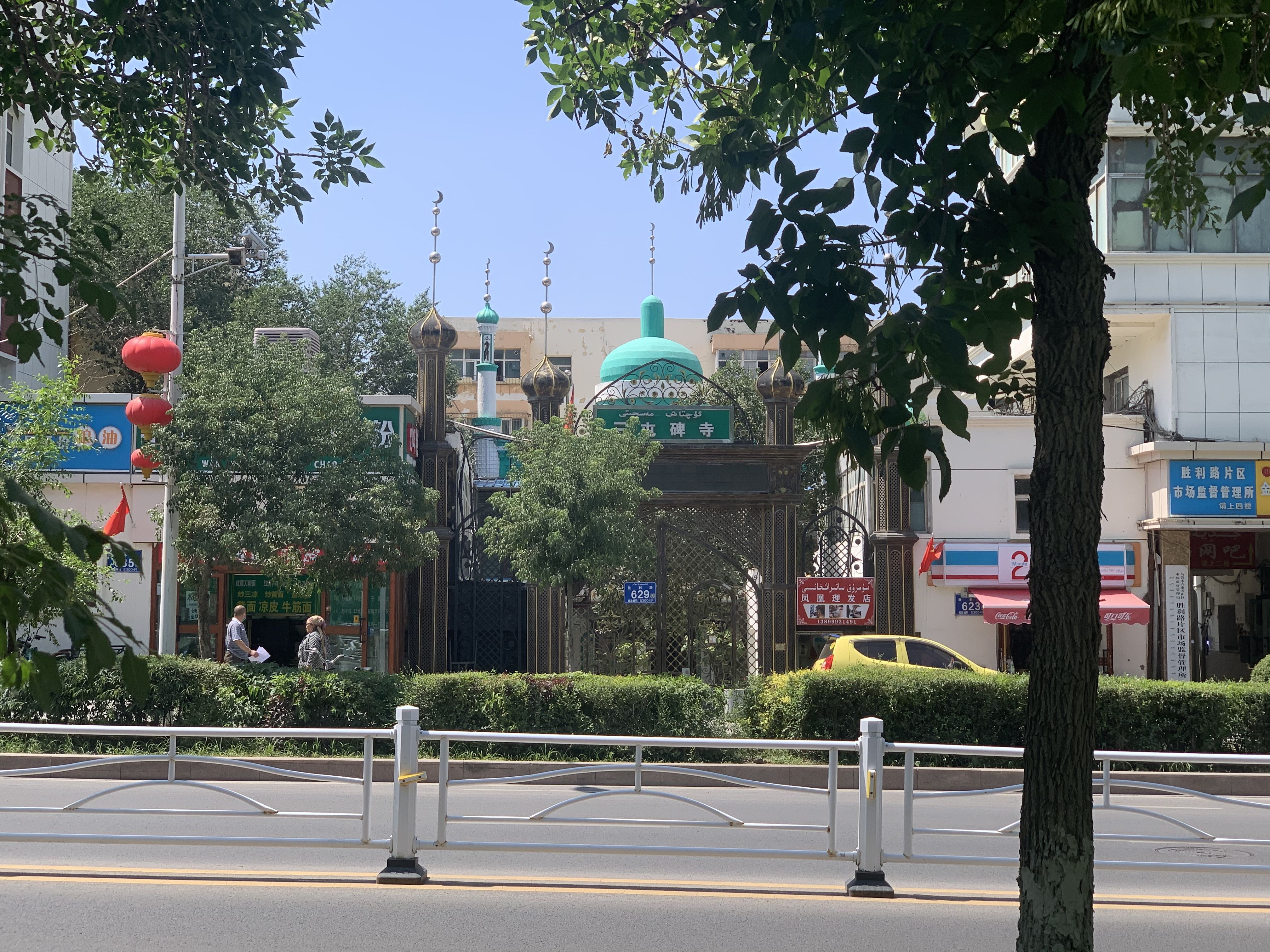
三屯碑寺

2012年时，天山区胜利路街道辖区共有宗教场所4所（清真寺3所，东正教堂1所），每周五在清真寺做礼拜者3100多人（洋行清真寺1400余人、河坝清真寺1000余人、三屯碑清真寺700余人）。
2006年1月10日古尔邦节，中共乌鲁木齐市委副书记、市政协主席马赛民一行看望慰问了新疆维吾尔自治区伊斯兰教协会委员、乌鲁木齐市政协委员、天山区三屯碑清真寺伊玛目阿不都克力木·艾则孜（维吾尔族）。 